# Козачок Андрій Миколайович
Андрі́й Микола́йович Козачо́к (нар. 13 листопада 1961, Бахмач Чернігівської області) — український хоровий диригент. Народний артист України (2013).

## Життєпис
1990 — закінчив Київську консерваторію (клас Олега Тимошенка).
1990—1992 — хормейстер Київського державного дитячого музичного театру.
1992—2000 — артист хору Національної капели України «Думка», де пройшов хормейстерську школу в Євгена Герасимовича Савчука.
Від 2000 — диригент Національної капели бандуристів України ім. Г. Майбороди, де співпрацював з її головним диригентом Миколою Петровичем Гвоздем. Був його заступником й очолив капелу бандуристів після смерті видатного диригента 2010 року.
Гастролював у Великій Британії, Італії, Іспанії, Німеччині, Південній Кореї, США, Франції.

## Вперше диригував
- 2010 — хорову кантату «У неділеньку святую» К. Стеценка
- 2011 — українські народні пісні «Про Морозенка» (в обробці Г. Майбороди), «Повій, вітре, на Вкраїну» (слова С. Руданського)
- духовні твори М. Березовського, А. Веделя, О. Архангельського, П. Чеснокова, К. Стеценка, О. Кошиця.

## Визнання
- 2003 — Заслужений артист України
- 2008 — Орден «За заслуги» III ступеня
- 2013 — Народний артист України